# Colección de Oro
Colección de Oro (hisz. Złota kolekcja) – album Shakiry z utworami z lat 1995-1996.

## Lista utworów
- "Estoy Aquí" – 3:55
- "Antología" – 4:18
- "Un Poco De Amor" – 4:04
- "Quiero" – 4:12
- "Te Necesito" – 4:03
- "Vuelve" – 3:56
- "Te Espero Sentada" – 3:27
- "Pies Descalzos, Sueños Blancos" – 3:28
- "Pienso En Tí" – 2:28
- "Dónde Estás Corazón?" – 3:54
- "Se Quiere, Se Mata" – 3:38